# Benthenchelys
Benthenchelys – rodzaj ryb promieniopłetwych z podrodziny Myrophinae w obrębie rodziny żmijakowatych (Ophichthidae).

## Rozmieszczenie geograficzne
Do rodzaju należą gatunki występujące w wodach Oceanu Atlantyckiego, Oceanu Indyjskiego i Oceanu Spokojnego.

## Morfologia
Brak danych na temat długości i masy ciała.

## Systematyka
Rodzaj zdefiniował w 1934 roku amerykański ichtiolog Henry Weed Fowler w artykule poświęconym nowym rybom odłowionym w latach 1907–1910 na filipińskich wyspach i przyległych morzach, opublikowanym w czasopiśmie Proceedings of the Academy of Natural Sciences of Philadelphia. Gatunkiem typowym jest (oryginalne oznaczenie (również monotypowe)) B. cartieri.

### Etymologia
Benthenchelys: gr. βενθος benthos ‘głębia morza’; εγχελυς enkhelus ‘węgorz’.

### Podział systematyczny
Do rodzaju należą następujące gatunki:
- Benthenchelys cartieri Fowler, 1934
- Benthenchelys indicus Castle, 1972
- Benthenchelys pacificus Castle, 1972